# Медресе Рустем-паши
Медресе Рустем-паши (тур. Rüstem Paşa Medresesi) ― бывшее медресе, расположенное в районе Фатих (Стамбул, Турция). Оно было построено по распоряжению османского великого визиря Рустема-паши придворным архитектором Мимаром Синаном в 1551 году.

## История
Медресе Рустем-паши располагается по адресу улица Рустемпаша, дом 34, в квартале Сурури района Фатих в старом Стамбуле. Оно было возведено по заказу османского государственного деятеля и великого визиря Рустема-паши (ок. 1500—1561). Медресе было построено придворным архитектором Мимаром Синаном (ок. 1488/1490-1588), будучи законченным в 1550—1551 годах.
Здание использовалось в качестве медресе до 1869 года. В нём размещались пострадавшие от пожара 1918 года. В республиканскую эпоху (после 1923 года) здание вначале служило детским домом, а после 1966 года — общежитием для студентов университета. С 1987 года оно находится в ведении и используется Местным фондом социальной помощи и солидарности в Эминёню.
Фасадам медресе существенный урон принесли последствия атмосферных воздействий, пожаров в его окрестностях и воздействия сточных вод, вызванные засорами канализационной системы. Реставрация здания, начавшаяся в 2006 году, была завершена в 2011 году.

## Музей Бедиюззаман

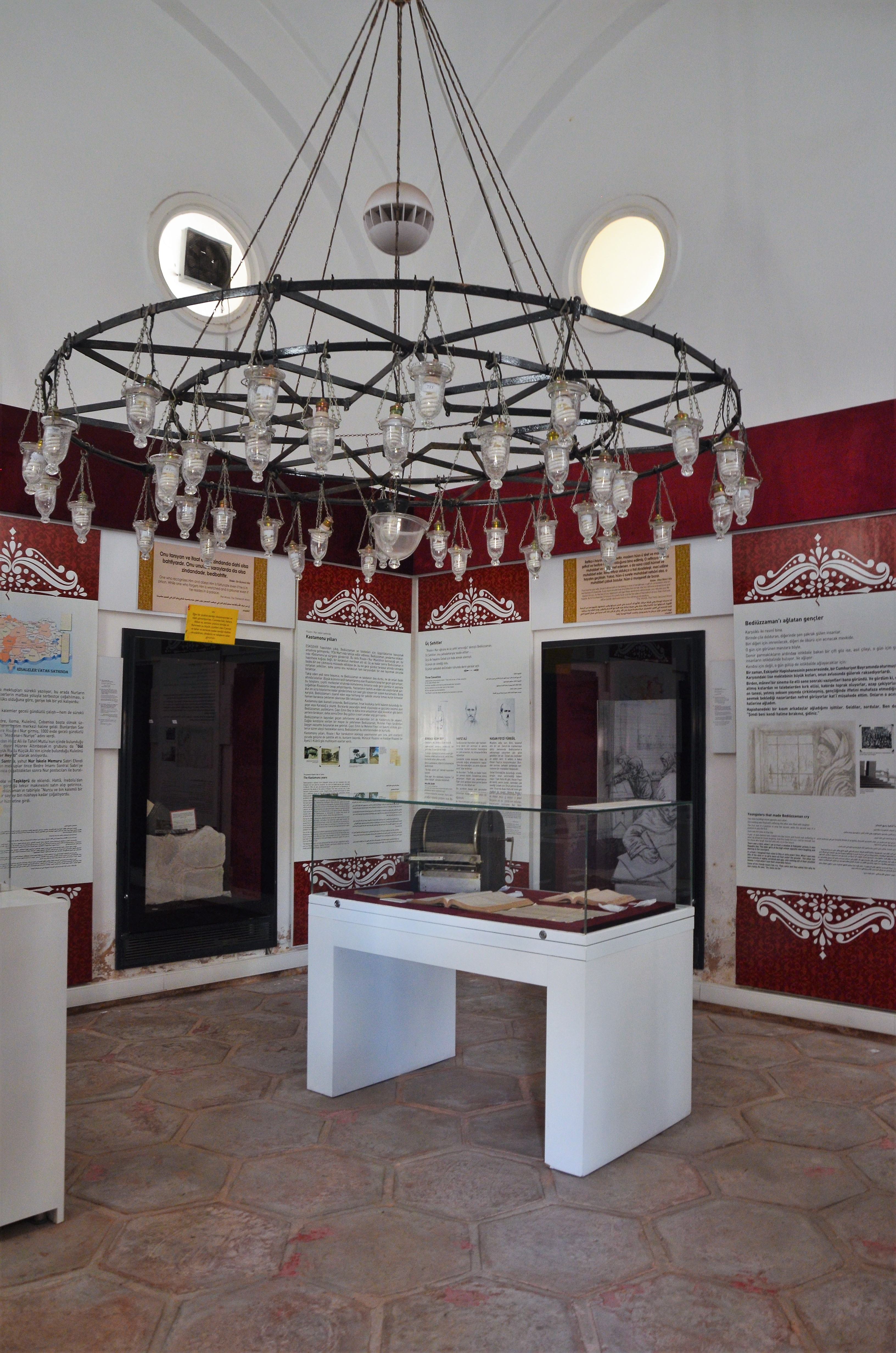
Вид из музея Бедиюззаман, расположенного в здании медресе Рустем-паши

В октябре 2012 года был создан музей Бедиюззаман (тур. Bediüzzaman Said Nursi ve Risale-i Nur Müzesi), занимающий две комнаты в здании медресе, одна из которых является бывшей комнатой для студентов и напоминает келью. Он посвящён жизни и деятельности курдского суннитского богослова Саида Нурси (1877—1960).

## Описание
Медресе Рустем-паши построено на склоне холма, спускающегося к Золотому Рогу, на платформе, возвышающейся над поверхностью по направлению к северу. Северо-восточная стена здания медресе находится примерно в 7,5 м от опорной стены платформы, расположенной на севере.

Восьмиугольный внутренний двор медресе вписан вовнутрь квазиквадратного плана здания. Мимар Синан повторил в этом проекте использованный ранее им восьмиугольный план медресе Капы Ага, возведённого в 1488 году в Амасье. Медресе Рустем-паши отличается от него внешними стенами, имеющими форму квадрата в плане со сторонами 42 × 43 м. Его здание построено из тёсаного камня и кирпича. Вход в центральный двор медресе осуществляется через арочные ворота в середине юго-восточного крыла здания. В центре двора расположен шадирван с пирамидальной крышей. Внутренний двор окружён галереей с колоннадой из 24 мраморных колонн, покрытой 24 куполами. 16 из этих колонн ― круглые, в то время как восемь остальных, стоящих по углам восьмиугольной колоннады, являются многоугольными. Вокруг этой галереи, в свою очередь, расположены 22 студенческие комнаты и помещения для занятий, покрытые куполами. Студенческие комнаты похожи на кельи, в то время как помещения для занятий относительно просторные. Комнаты находятся на одну ступень выше, чем этаж галереи, и в них можно попасть через плоскую арочную дверь. Интерьеры студенческих комнат включают зарешёченные окна, выходящие во внутренний двор, и арочные ниши. Купола комнат соединены внутри сводчатыми мукарнами. В середине юго-восточного фасада находится михраб, который появился в медресе в более позднее время. Двухэтажная пристройка с большим куполом расположена на юго-восточной стороне медресе. В нём есть два прямоугольных зарешёченных окна на первом этаже и три арочных окна на верхнем этаже. Считается, что комната в южном углу служила купальней или кухней из-за отличного от других типа её крыши

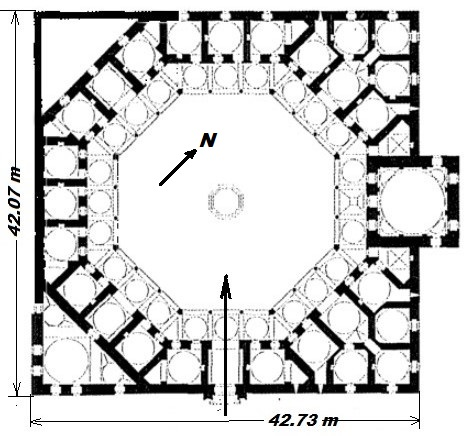
План медресе Рустема-паши
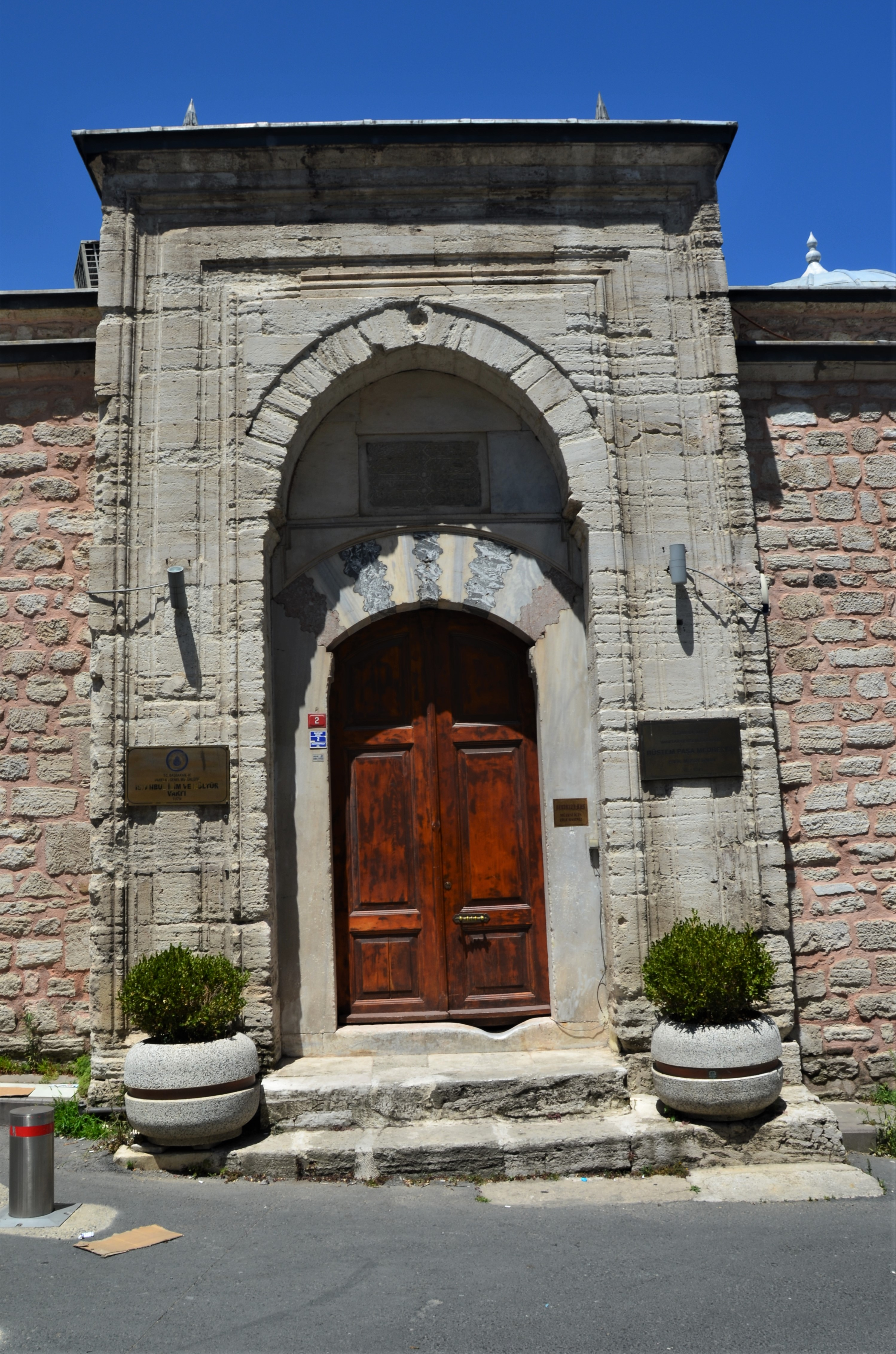
Вход в медресе
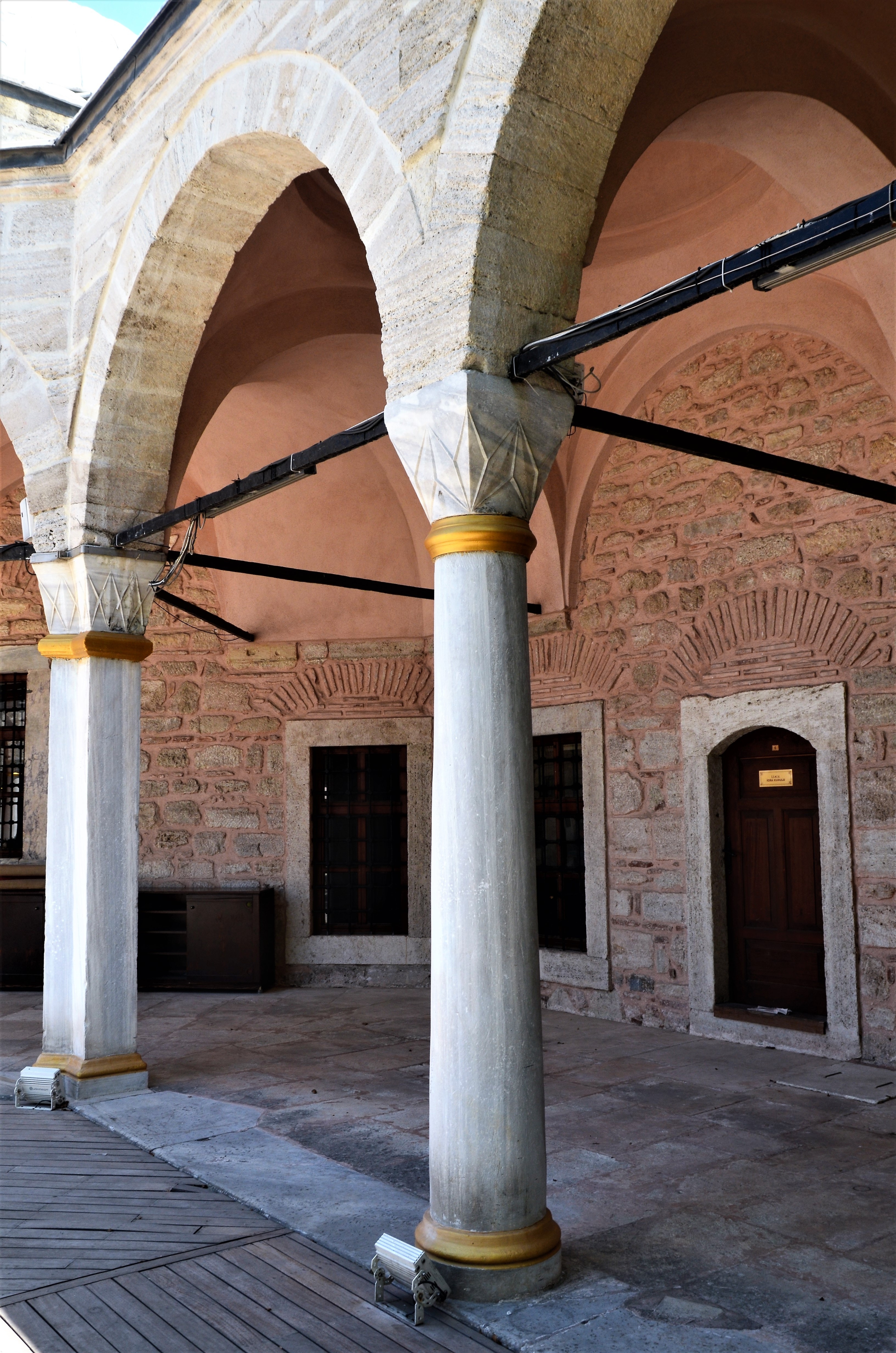
Круглая (в середине) и многоугольная (слева) колонны во внутреннем дворе медресе